# Arroyo Frijol, Santa María Tlahuitoltepec
Arroyo Frijol är en ort i Mexiko.   Den ligger i kommunen Santa María Tlahuitoltepec och delstaten Oaxaca, i den sydöstra delen av landet, 400 km sydost om huvudstaden Mexico City. Arroyo Frijol ligger 1 644 meter över havet och antalet invånare är 102.
Terrängen runt Arroyo Frijol är kuperad åt sydväst, men åt nordost är den bergig. Runt Arroyo Frijol är det ganska tätbefolkat, med 62 invånare per kvadratkilometer. Närmaste större samhälle är Tamazulápam del Espíritu Santo, 8,1 km söder om Arroyo Frijol. I omgivningarna runt Arroyo Frijol växer i huvudsak blandskog.